# Arnaut Danjuma
Arnaut Danjuma Groeneveld (* 31. ledna 1997 Lagos) je nizozemský profesionální fotbalista, který hraje na pozici křídelníka či útočníka za anglický klub Everton FC, kde je na hostování z Villarrealu, a za nizozemský národní tým.

## Klubová kariéra
Danjuma se narodil v nigerijském městě Lagos.

### PSV
Danjuma se připojil k akademii nizozemského klubu PSV Eindhoven v roce 2008, když se tam přesunul z TOP Oss.

### NEC Nijmegen
V létě 2016 odešel z PSV do jiného nizozemského klubu, a to do NEC Nijmegen. V klubu debutoval 10. září 2016 právě proti PSV, když odehrál posledních 5 minut porážky 0:4. Své první ligové branky se dočkal v posledním kole sezóny 2016/17, a to při vítězství 2:0 nad SC Heerenveen. S klubem skončil na 16. příčce a po prohře s NAC Breda v sestupovém play-off sestoupil do Eerste Divisie.
Ve druhé sezóně v dresu Nijmegenu odehrál 28 ligových zápasů, ve kterých vstřelil 11 branek a přidal dalších 17 asistencí.

### Club Brugge
V červenci 2018 přestoupil Danjuma do belgického klubu Club Brugge za částku okolo 3 milionů euro. V klubu debutoval 29. července a při výhře 5:2 nad KAS Eupen si připsal jednu gólovou asistenci. Své první branky v Jupiler Pro League vstřelil o dva týdny později, když dvěma góly pomohl k výhře 3:0 nad KV Kortrijk. 18. září debutoval v evropských pohárech, a to když se objevil v základní sestavě zápasu základní skupiny Ligy mistrů proti Borussii Dortmund. 3. října 2018 vstřelil jedinou branku svého týmu při prohře 3:1 proti Atléticu Madrid v rámci stejné soutěže.

### AFC Bournemouth
Dne 1. srpna 2019 přestoupil Danjuma do anglického prvoligového klubu AFC Bournemouth za částku okolo 13,7 milionu liber. V klubu debutoval 25. září, když nastoupil do zápasu ligového poháru proti Burtonu Albion. V anglické nejvyšší soutěži odehrál první zápas 28. září, když nastoupil na posledních 13 minut utkání proti West Hamu. V sezóně 2019/20 odehrál 14 ligových zápasů, ve kterých se střelecky neprosadil, a poté, co Bournemouth skončil na 18. místě, sestoupil do EFL Championship.
Svůj první gól v dresu Bournemouthu vstřelil při výhře 3:2 nad Blackburnem Rovers v prvním zápase sezóny 2020/21. Poté, co se podílel na deseti gólech svého týmu v dubnu 2021, získal ocenění pro nejlepšího hráče EFL Championship měsíce . V květnu 2021 se Danjuma stal nejlepším hráčem sezóny Bournemouthu podle fanoušků, když získal 40 % hlasů (druhý Asmir Begović získal 38 %).

### Villarreal
Dne 19. srpna 2021 přestoupil Danjuma do španělského Villarrealu za částku okolo 25 milionů euro. V klubu podepsal smlouvu do léta 2026. V klubu debutoval 21. srpna, když nastoupil na závěrečné minuty do zápasu proti Espanyolu. Svůj první gól v dresu Villarrealu vstřelil při remíze 1:1 s Atléticem Madrid, obhájcem ligového titulu. V evropských pohárech se poprvé střelecky prosadil 14. září, a to v zápase základní skupiny Ligy mistrů proti italské Atalantě. Ve zbylých zápasech základní skupiny vstřelil ještě další tři branky, jednu do sítě Young Boys a dvě v odvetném zápase proti Atlantě. 19. února 2022 zaznamenal Danjuma hattrick při ligové výhře 4:1 nad Granadou. 16. března proměnil pokutový kop v 92. minutě odvetného zápasu osmifinále Ligy mistrů proti Juventusu a uzavřel skóre na konečných 3:0. Po předchozí remíze 1:1 postoupil Villarreal do čtvrtfinále soutěže.

#### Tottenham Hotspur (hostování)
Anglický Tottenham Hotspur se 26. ledna 2023 dohodl s Villarrealem na hostování Arnauta Danjumy, jenž měl původně namířeno do Evertonu. Součástí půlroční půjčky je rovněž předkupní právo.

## Reprezentační kariéra
Danjuma se narodil v Nigérii nizozemskému otci a nigerijské matce, a měl tak reprezentovat obě země.
Danjuma byl poprvé povolán Ronaldem Koemanem do nizozemské reprezentace v říjnu 2018. Svého reprezentačního debutu se Danjuma dočkal 13. října, když v 68. minutě zápasu Ligy národů proti Německu vystřídal Stevena Bergwijna. Svůj první reprezentační gól vstřelil 16. října, a to v přátelském zápase proti Belgii.

## Statistiky

### Klubové
K 16. březnu 2022
| Klub            | Sezóna  | Liga               | Liga   | Liga | Národní pohár | Národní pohár | Ligový pohár | Ligový pohár | Evropské poháry | Evropské poháry | Ostatní | Ostatní | Celkem | Celkem |
| Klub            | Sezóna  | Liga               | Zápasy | Góly | Zápasy        | Góly          | Zápasy       | Góly         | Zápasy          | Góly            | Zápasy  | Góly    | Zápasy | Góly   |
| --------------- | ------- | ------------------ | ------ | ---- | ------------- | ------------- | ------------ | ------------ | --------------- | --------------- | ------- | ------- | ------ | ------ |
| NEC Nijmegen    | 2016/17 | Eredivisie         | 16     | 1    | 0             | 0             | —            | —            | —               | —               | —       | —       | 16     | 1      |
| NEC Nijmegen    | 2017/18 | Eerste Divisie     | 28     | 11   | 2             | 2             | —            | —            | —               | —               | —       | —       | 30     | 13     |
| NEC Nijmegen    | Celkem  | Celkem             | 44     | 12   | 2             | 2             | —            | —            | —               | —               | —       | —       | 46     | 14     |
| Club Brugge     | 2018/19 | Jupiler Pro League | 20     | 5    | 1             | 0             | —            | —            | 2               | 1               | 1       | 0       | 24     | 6      |
| Club Brugge     | 2019/20 | Jupiler Pro League | 1      | 0    | 0             | 0             | —            | —            | 0               | 0               | —       | —       | 1      | 0      |
| Club Brugge     | Celkem  | Celkem             | 21     | 5    | 1             | 0             | —            | —            | 2               | 1               | 1       | 0       | 25     | 6      |
| AFC Bournemouth | 2019/20 | Premier League     | 14     | 0    | 0             | 0             | 1            | 0            | —               | —               | —       | —       | 15     | 0      |
| AFC Bournemouth | 2020/21 | Championship       | 35     | 17   | 2             | 0             | 0            | 0            | —               | —               | —       | —       | 37     | 17     |
| AFC Bournemouth | Celkem  | Celkem             | 49     | 17   | 2             | 0             | 1            | 0            | —               | —               | —       | —       | 52     | 17     |
| Villarreal      | 2021/22 | La Liga            | 18     | 8    | 0             | 0             | —            | —            | 8               | 5               | 0       | 0       | 26     | 13     |
| Celkem          | Celkem  | Celkem             | 132    | 42   | 5             | 2             | 1            | 0            | 10              | 6               | 1       | 0       | 149    | 50     |

### Reprezentační
K 16. listopadu 2021
| Nizozemsko | Nizozemsko | Nizozemsko |
| Rok        | Zápasy     | Góly       |
| ---------- | ---------- | ---------- |
| 2018       | 2          | 1          |
| 2021       | 3          | 1          |
| Celkem     | 5          | 2          |

#### Reprezentační góly
Skóre a výsledky Nizozemska jsou vždy zapisovány jako první.
| Gól | Datu,          | Místo                                     | Soupeř    | Skóre | Výsledek | Soutěž                                |
| --- | -------------- | ----------------------------------------- | --------- | ----- | -------- | ------------------------------------- |
| 1.  | 16. října 2018 | Stadion krále Baudouina, Brusel, Belgie   | Belgie    | 1:1   | 1:1      | Přátelský zápas                       |
| 2.  | 11. října 2021 | Feijenoord Stadion, Rotterdam, Nizozemsko | Gibraltar | 5:0   | 6:0      | Kvalifikace na Mistrovství světa 2022 |

## Ocenění

### Klubová

#### Club Brugge
- Belgický superpohár: 2018[35]

### Individuální
- Hráč měsíce EFL Championship: duben 2021[17]
- Hráč roku AFC Bournemouth: 2020/21[18]